# Canthylidia
Canthylidia är ett släkte av fjärilar. Canthylidia ingår i familjen nattflyn.

## Dottertaxa tillCanthylidia, i alfabetisk ordning[1]
- Canthylidia aberrans
- Canthylidia albida
- Canthylidia albivenata
- Canthylidia aleurota
- Canthylidia anemodes
- Canthylidia arenosa
- Canthylidia atrilinea
- Canthylidia bipartita
- Canthylidia cana
- Canthylidia canusina
- Canthylidia capnoneura
- Canthylidia cistella
- Canthylidia cladotus
- Canthylidia clathrata
- Canthylidia confundens
- Canthylidia cramboides
- Canthylidia crocopepla
- Canthylidia densata
- Canthylidia discolor
- Canthylidia eodora
- Canthylidia epigrapha
- Canthylidia eurhythma
- Canthylidia exesa
- Canthylidia ferruginosa
- Canthylidia flavitincta
- Canthylidia fumata
- Canthylidia hyalina
- Canthylidia intacta
- Canthylidia intensa
- Canthylidia invaria
- Canthylidia ionola
- Canthylidia melibaphes
- Canthylidia mesoleuca
- Canthylidia moribunda
- Canthylidia nervosa
- Canthylidia neurias
- Canthylidia neurota
- Canthylidia notata
- Canthylidia osmida
- Canthylidia pallescens
- Canthylidia pallida
- Canthylidia puncticulata
- Canthylidia rhodopolia
- Canthylidia rosea
- Canthylidia semigrisea
- Canthylidia semiochrea
- Canthylidia sericea
- Canthylidia spissata
- Canthylidia stramineipicta
- Canthylidia sulphurea
- Canthylidia sumbensis
- Canthylidia tenuistria
- Canthylidia venata